# Shirley Fry
Shirley Fry, fullständigt namn Shirley June Fry, 1957 gift Irvin, född 30 juni 1927 i Akron, Ohio, död 13 juli 2021 i Naples, Florida, var en amerikansk tennisspelare som vann ett flertal "Grand Slam"-titlar under sin karriär. Hon var en av världens tio bästa kvinnliga tennisspelare 1946–1956, och 1956 rankades hon som världsetta.
Shirley Fry upptogs 1970 i International Tennis Hall of Fame.

## Tenniskarriären
Shirley Fry vann under perioden 1950–1957 totalt 17 Grand Slam-titlar, av vilka fyra i singel, 12 i dubbel och en i mixed dubbel. Sina singel- och dubbeltitlar vann hon i alla fyra GS-turneringar (Australiska mästerskapen, Franska mästerskapen, Wimbledonmästerskapen och Amerikanska mästerskapen). Hon blev den tredje kvinnliga spelaren efter Maureen Connolly och Doris Hart som vann singeltiteln i alla fyra GS-turneringar.
Bland Shirley Fry's tidiga meriter märks amerikansk juniormästerskap 1944. Den första singeltiteln i en Grand Slam-turnering vann 1951 då hon i finalen i Franska mästerskapen besegrade sin flerfaldiga dubbelpartner Doris Hart (6-3, 3-6, 6-3). Singeltiteln i Wimbledonmästerskapen vann hon 1956 (finalseger över brittiskan Angela Buxton, 6-3, 6-1). Titeln i Amerikanska mästerskapen erövrade hon också säsongen 1956 genom att i finalen besegra Althea Gibson (6-3, 6-4). Hon vann sin sista GS-titel 1957 i singel i Australiska mästerskapen, också den genom finalseger över Althea Gibson (6-3, 6-4).
Den mest överlägsna dubbelsegern i GS-sammanhang, noterade hon 1953 tillsammans med Doris Hart i Wimbledon, då paret vann finalen över de landsmaninnorna Maureen Connolly och Julie Sampson med 6-0, 6-0.
Shirley Fry deltog framgångsrikt i det amerikanska laget i Wightman Cup 1949, 1951–1953 och 1955–1956.

## Spelaren och personen
Shirley Fry var en mycket framstående tennisspelare i såväl singel- som dubbel. Hon lärde sig tennisspelets grunder av sin far, som också fungerade som hennes tränare under lång tid. Vid singelmatcher var hon framförallt baslinjespelare. Som sådan hade hon mycket god rörlighet och var känd för sin snabbhet på banan. Vid dubbelspel visade hon ofta prov på förnämligt volleyspel.
Hon gifte sig 1957 med Karl Irvin, och flyttade till Hartford, Connecticut. Makarna delade intresset för tennis, han fungerade ofta som tennisdomare. Shirley Fry fortsatte länge med tävlingstennis och verkade dessutom som tennislärare. Paret har fyra barn.

## Grand Slam-finaler i singel (8)

### Titlar (4)
| År   | Mästerskap               | Finalmotståndare | Setsiffror    |
| 1951 | Franska mästerskapen     | Doris Hart       | 6-3, 3-6, 6-3 |
| 1956 | Wimbledonmästerskapen    | Angela Buxton    | 6-3, 6-1      |
| 1956 | Amerikanska mästerskapen | Althea Gibson    | 6-3, 6-4      |
| 1957 | Australiska mästerskapen | Althea Gibson    | 6-3, 6-4      |

### Finalförluster (engelska: runner-ups) (4)
| År   | Mästerskap               | Finalmotståndare | Setsiffror    |
| 1948 | Franska mästerskapen     | Nelly Landry     | 6-2, 0-6, 6-0 |
| 1951 | Wimbledonmästerskapen    | Doris Hart       | 6-1, 6-0      |
| 1951 | Amerikanska mästerskapen | Maureen Connolly | 6-3, 1-6, 6-4 |
| 1952 | Franska öppna            | Doris Hart       | 6-4, 6-4      |

## ÖvrigaGrand Slam-titlar
- Australiska mästerskapen
  - Dubbel - 1957
- Franska mästerskapen
  - Dubbel - 1950, 1951, 1952, 1953
- Wimbledonmästerskapen
  - Dubbel - 1951, 1952, 1953
  - Mixed dubbel - 1956
- Amerikanska mästerskapen
  - Dubbel - 1951, 1952, 1953, 1954